# Huddersfield
Huddersfield je průmyslové a univerzitní město v severní Anglii, centrum metropolitního distriktu Kirklees. Leží v hrabství West Yorkshire, asi 23 km jihozápadně od Leedsu a asi 39 km severovýchodně od Manchesteru. Celé město má přibližně 163 tisíc obyvatel. Město bylo jedním z prvních ohnisek textilního, strojírenského a chemického průmyslu, má řadu odborných škol a univerzitu s 18 tisíci studentů (2016), která vznikla roku 1962 z polytechniky a sloučením několika zejména technických škol.
Obraz města určuje viktoriánská architektura druhé poloviny 19. století, k níž patří pamětní věž na Zámeckém vrchu, oba kostely a zejména hlavní nádraží, které je chráněnou památkou.
Ve městě sídlí řada významných sportovních klubů. hlavně ve fotbalu a rugby. Fotbalový klub Huddersfield Town AFC hraje v profesionální League one, Huddersfield Giants, založený 1895, patří mezi zakladatele národní ligy v rugby a v minulosti byl několikrát jejím vítězem.

## Osobnosti města
- James Mason (1909–1984), herec
- Harold Wilson (1916–1995), politik, Premiér Spojeného království (1964 – 1970 a 1974 – 1976)
- Lena Headeyová (* 1973), herečka

## Partnerská města
- Besançon, Francie
- Bielsko-Biała, Polsko
- Kostanai, Kazachstán